# 胸ぐら
胸ぐら（むなぐら）は、衣服の胸の部分である。着物などの和服の左右の襟が重なる部分を指す。
胸倉や胸座とも表記される。

## 概要
胸ぐらのぐらの意味には諸説があり、がらの変化で殻を意味する説や襟が重なる部分が他よりも盛り上がる部分であることから漢字表記の倉や座に意味するなどの説がある。

## エピソード
喧嘩やパワハラ、スポーツの試合などで相手の胸ぐらをつかむといった場面が見受けられる。
2006 FIFAワールドカップ・決勝のイタリア代表対フランス代表の試合では、イタリア代表のマルコ・マテラッツィがフランス代表のジネディーヌ・ジダンの胸ぐらをつかみ暴言を吐き、それに怒りを露わにしたジダンがマテラッツィに頭突きをしレッドカードを貰い退場するという事件も起きている。
| サブスタブ | この項目は、まだ閲覧者の調べものの参照としては役立たない、書きかけの項目です。この項目を加筆・訂正などしてくださる協力者を求めています。このテンプレートは分野別のサブスタブテンプレートやスタブテンプレート（Wikipedia:分野別のスタブテンプレート参照）に変更することが望まれています。 |